# NGC 4165
NGC 4165 (również IC 3035, PGC 38885 lub UGC 7201) – galaktyka spiralna z poprzeczką (SBa), znajdująca się w gwiazdozbiorze Panny. Odkrył ją Heinrich Louis d’Arrest 8 kwietnia 1864 roku. Należy do gromady w Pannie.
W galaktyce tej zaobserwowano supernową SN 1971G.